# Alexander Knox
Pour les articles homonymes, voir Knox.
Alexander Knox est un acteur, scénariste et dramaturge canadien, né le 16 janvier 1907 à Strathroy (Ontario, Canada) et mort le 25 avril 1995 à Berwick-upon-Tweed (Angleterre, Royaume-Uni).

## Biographie
Alexander Knox débute au théâtre vers la fin des années 1920, aux États-Unis. Il poursuit sa carrière théâtrale au Royaume-Uni dans la seconde moitié des années 1930 (aux côtés, entre autres, de Laurence Olivier, Ralph Richardson), où il participe à quelques films à partir de 1936. De retour aux États-Unis dans les années 1940, il joue à Broadway de 1940 à 1949 (entre autres, avec Jessica Tandy et Kirk Douglas) et, jusqu'en 1952, dans des films hollywoodiens. L'un d'eux, Wilson (1944), lui vaut l'année suivante (1945) un Golden Globe Award et une nomination à l'Oscar, tous deux dans la catégorie du meilleur acteur.
Victime du maccarthysme et mis sur liste noire, il repart au Royaume-Uni, où il s'établit définitivement, et tourne notamment trois films dirigés par Joseph Losey, « blacklisté » comme lui, ainsi que quelques productions européennes (dont Europe 51 de Roberto Rossellini, sorti en 1952, avec Ingrid Bergman, Giulietta Masina, ou encore La Vingt-cinquième Heure d'Henri Verneuil en 1967, avec Anthony Quinn, Virna Lisi, Serge Reggiani). Il revient toutefois de temps à autre au cinéma américain après la déchéance de McCarthy, et contribue à un dernier film en 1985.
Il apparaît aussi à la télévision, d'abord dans un téléfilm britannique en 1938, puis entre 1954 et 1986, dans des séries (notamment Le Saint, un épisode en 1962) et téléfilms.
Il est également scénariste de deux films américains (en 1946 et 1949), et l'auteur d'une pièce de théâtre jouée à Broadway en 1949, The Closing Door. En outre, il est le réalisateur (la seule fois de sa carrière) d'une adaptation pour la télévision britannique, en 1960, de cette pièce.
De 1944 jusqu'à sa mort en 1995, il est marié à l'actrice américaine Doris Nolan (1916-1998), qui joue à ses côtés dans sa pièce The Closing Door et dans l'épisode du Saint pré-cités.

## Filmographie

### Comme acteur (sélection)
Au cinéma

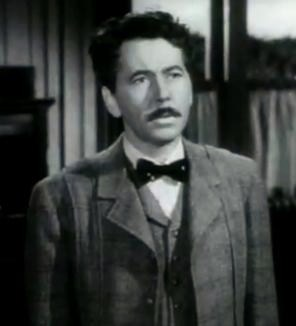
Dans Sister Kenny (1946)

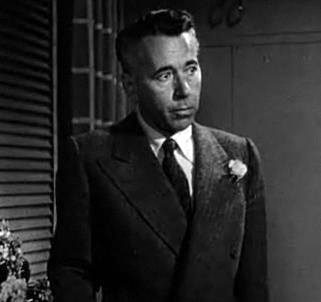
Dans Paula (1952)

- 1938 : The Gaunt Stranger de Walter Forde
- 1941 : Le Vaisseau fantôme (The Sea Wolf) de Michael Curtiz
- 1942 : Le commando frappe à l'aube (Commandos strike at Dawn) de John Farrow
- 1942 : Âmes rebelles (This Above All) d'Anatole Litvak
- 1944 : Pas un n'échappera (None Shall Escape) d'André de Toth
- 1944 : Wilson d'Henry King
- 1945 : Over 21 (en) de Charles Vidor
- 1946 : Sister Kenny de Dudley Nichols
- 1948 : Le Signe du Bélier (The Sign of the Ram) de John Sturges
- 1949 : The Judge steps out de Boris Ingster
- 1951 : Le Cavalier de la mort (Man in the Saddle) d'André de Toth
- 1951 : Two of a Kind de Henry Levin
- 1951 : Saturday's Hero de David Miller
- 1952 : Paula de Rudolph Maté
- 1952 : Europe 51 (Europa '51) de Roberto Rossellini
- 1954 : La bête s'éveille (The Sleeping Tiger) de Joseph Losey
- 1956 : Vainqueur du ciel (Reach for the Sky) de Lewis Gilbert
- 1957 : L'Aveu (Hidden Fear) d'André de Toth
- 1958 : L'Homme à démasquer (Chase a Crooked Shadow) de Michael Anderson
- 1958 : Les Vikings (The Vikings) de Richard Fleischer
- 1959 : Cargaison dangereuse (The Wreck of the Mary Clare) de Michael Anderson
- 1960 : Oscar Wilde de Gregory Ratoff
- 1960 : Drame dans un miroir (Crack in the Mirror) de Richard Fleischer
- 1962 : Le Jour le plus long (The Longest Day) de Ken Annakin et divers
- 1963 : Dans la douceur du jour (In the Cool of the Day) de Robert Stevens
- 1963 : Les Damnés (The Damned) de Joseph Losey
- 1964 : La Femme de paille (Woman of Straw) de Basil Dearden
- 1966 : Khartoum de Basil Dearden
- 1966 : Poupées de cendre (The Psychopath) de Freddie Francis
- 1967 : La Vingt-cinquième Heure de Henri Verneuil
- 1967 : Comment j'ai gagné la guerre (How I won the War) de Richard Lester
- 1967 : On ne vit que deux fois (You Only Live Twice) de Lewis Gilbert (non crédité)
- 1967 : Accident de Joseph Losey
- 1968 : Shalako d'Edward Dmytryk
- 1968 : Fraülein Doktor d'Alberto Lattuada
- 1971 : Nicolas et Alexandra (Nicholas and Alexandra) de Franklin J. Schaffner
- 1977 : Holocauste 2000 (Holocaust 2000) d'Alberto De Martino
- 1983 : Gorky Park de Michael Apted
- 1985 : Joshua Then and Now de Ted Kotcheff

À la télévision
- 1962 : Le Saint (The Saint), série
  - Saison 1, épisode 2 Aventures à Rome (The Latin Touch) de John Gilling
- 1969 : Le Complot du silence (en) (Run the Crooked Mile), téléfilm de Gene Levitt
- 1976 : Truman at Potsdam, téléfilm de George Schaefer
- 1980 : Cry of the Innocent (en), téléfilm de Michael O'Herlihy
- 1981 : Churchill and the Generals, téléfilm d'Alan Gibson
- 1984 : Helen Keller : The Miracle Continues (en), téléfilm d'Alan Gibson

### Comme scénariste
- 1946 : Sister Kenny de Dudley Nichols
- 1949 : The Judge steps out de Boris Ingster
- 1960 : Série Play of the Week (en), saison 1, épisode 13, The Closing Door (+ réalisateur)

## Théâtre
(sélection de pièces, comme acteur, sauf mention contraire)

### À Londres
- 1937-1938 : Richard III de William Shakespeare
- 1937-1938 : The King of Nowhere de James Bridie, avec Laurence Olivier
- 1937-1938 : Macbeth de William Shakespeare, avec Judith Anderson, Niall MacGinnis, Laurence Olivier
- 1937-1938 : Le Songe d'une nuit d'été (A Midsummer Night's Dream) de William Shakespeare, avec Vivien Leigh, Anthony Quayle, Ralph Richardson
- 1938 : Othello ou le Maure de Venise (Othello, the Moor of Venice) de William Shakespeare, avec Michael Goodliffe, Martita Hunt, Laurence Olivier, Anthony Quayle, Ralph Richardson, mise en scène de Tyrone Guthrie
- 1938-1939 : Geneva de George Bernard Shaw
- 1952-1952 : Henri VIII (Henry VIII) de William Shakespeare, avec Leo Genn

### À Broadway
- 1940 : Roméo et Juliette (Romeo and Juliet) de William Shakespeare, avec Laurence Olivier (également metteur en scène et producteur), Vivien Leigh, Edmond O'Brien, May Whitty, Cornel Wilde
- 1940 : Les hommes proposent (Jupiter Laughs) d'Archibald Joseph Cronin, avec Jessica Tandy, Philip Tonge
- 1942 : Jason, de (et mise en scène par) Samson Raphaelson, produite par George Abbott, avec E.G. Marshall, Helen Walker
- 1942-1943 : Les Trois Sœurs (The Three Sisters) d'Anton Tchekhov, avec Kirk Douglas, Ruth Gordon, Edmund Gwenn
- 1949 : The Closing Door (comme auteur), mise en scène par Lee Strasberg, avec Jo Van Fleet

## Récompense
- 1945 : Golden Globe du meilleur acteur pour Wilson (+ nomination à l'Oscar du meilleur acteur - 1945 - pour le même film).